# Lijst van Belgische vrachtautomerken
Hieronder volgt een Lijst van Belgische vrachtautomerken.
- Anglo Franco Belge (1939)
- A.T.K.
- A.M. (1953)
- d'Aoust
- Auto-Miesse
- Bollinckx
- Bovy
- Brossel
- BZA
- Hocké-Steyr
- Métallurgique
- Minerva
- Mol
- Pipe
- SDS